# Thomas Button
Thomas Button (Glamorgan, ... – aprile 1634) è stato un ammiraglio ed esploratore britannico della Royal Navy che, nel 1612–1613, comandò una spedizione che tentò senza successo di rintracciare l'esploratore Henry Hudson e navigare il Passaggio a nord-ovest..

## Biografia
Nacque a Worleton nel Glamorganshire, nel Galles, figlio di Miles Button. Thomas Button si sposò con Mary, figlia di sir Walter Rice di Dynevor, nel Carmarthenshire, ebbe tre figli dei quali il maggiore, Miles, sposò Barbara, figlia di Rhys Merrick, dalla quale ereditò la tenuta di famiglia di Cottrell nel Glamorganshire. Le sue lettere della vecchiaia suggeriscono che il suo primo viaggio navale fu circa nel 1588 o 1589, e nel 1601, durante l'invasione dell'Irlanda da parte della flotta spagnola, era stato nominato capitano della pinnace Moon a Kinsale, e una volta assolto l'incarico gli fu assegnata una pensione di sei scellini e otto pence al giorno.
Nel 1602 navigò al comando del corsaro Wylloby nelle Indie occidentali. Il Wylloby era di proprietà del gallese sir Robert Mansel, divenuto tesoriere della marina nel 1604, e di sir John Trevor, geometra della marina. Grazie all'influenza di questi armatori e alla sua amicizia con Phineas Pett, maestro d'ascia navale, ottenne alcuni importanti comandi all'interno della marina.
Nel 1612 Button fu nominato membro della Compagnia del Nord-Ovest e venne incaricato del comando di una spedizione di due navi, la Resolutione la Discovery, con il compito di trovare e salvare Henry Hudson disperso da tempo in Nord America per colpa di un ammutinamento; Button doveva anche continuare l'esplorazione del passaggio a nord-ovest. Il diario di viaggio è andato perduto, e le informazioni note giungono dai frammenti pubblicati nel North-west Fox del capitano Luke Foxe nel 1635. Entrato nello stretto di Hudson, approdò su un'isola che chiamò Resolution Island, dal nome della propria nave. La spedizione non trovò alcuna traccia di Hudson, ma proseguì attraverso lo stretto, si diresse a sud-ovest attraverso la baia di Hudson fino al fiume Nelson, chiamato così in nome del maestro di vela di Button perito insieme a molti altri uomini mentre stavano svernando, in una stagione terribilmente rigida nei pressi del corso d’acqua. In primavera ripartirono verso nord da questa zona che aveva chiamato Nuovo Galles, il viaggio si complicò a causa di nebbia e tempeste, persero la Resolution a causa della banchisa ma riuscirono a proseguire fino al 65º parallelo nord. Button probabilmente raggiunse il punto più settentrionale del suo viaggio verso la fine di luglio, nel canale chiamato in seguito "Sir Thomas Roe’s Welcome", e poi si diresse verso sud, credendo erroneamente di essere in una baia. In agosto raggiunse l'isola di Mansel, che aveva chiamato come un suo amico e parente, prima di tornare in Inghilterra nel settembre 1613.
Button fu nominato baronetto da Giacomo I nel 1616. Continuò nella sua carriera navale diventando ammiraglio, nominato "Ammiraglio delle navi del re lungo la costa d'Irlanda" fino alla cessazione dal servizio. Fu uno dei pochi a emergere con merito dall'insoddisfacente spedizione contro i pirati di Algeri nel 1620-1621 durante la quale prestò servizio come contrammiraglio. Nel 1631 Button fu lieto di essere consultato per pianificare i viaggi di Luke Foxe e Thomas Jamesa nel nord-ovest, poiché era ancora sicuro che esistesse il passaggio a nord-ovest, "Credo che sia un passaggio altrettanto sicuro quanto quello che c'è tra Calais e Dover o tra Holy Head e Irlanda." Un coraggioso marinaio e un abile navigatore, Button ha avuto la sfortuna di servire durante un periodo di notevole corruzione nella marina degli Stuart, e questo si riflette inevitabilmente nel suo comportamento ostinato e intrattabile nella sua vecchiaia e nelle decine di lettere controverse che scrisse alle autorità navali di Londra. Nonostante facesse parte della Royal Navy, ebbe una lunga disputa con l'Ammiragliato inglese per il vettovagliamento delle sue navi senza equipaggio e per il mancato pagamento delle somme dovutegli, che stava per vincere al momento della morte.
Button e i suoi uomini furono i primi europei conosciuti a camminare nell'area oggi nota come Manitoba. La sua scoperta spinse altri a seguirlo, grazie alle sue storie, alle mappe ed ai racconti dettagliati. Le prime mappe della zona limitrofa della baia di Hudson furono il frutto della sua spedizione e di quelle del suo predecessore, Henry Hudson. Furono i primi europei in questa zona dell'America del Nord. Fu uno dei primissimi europei ad esplorare l'America del Nord nell'attuale Canada.
Buona parte della storia della baia di Hudson è oscura, nonostante i ricchi archivi di Manitoba. Il più grande acquisto di terra nella storia canadese fu merito della Compagnia della Baia di Hudson e dei primi esploratori e cartografi della zona.